# Vilaplana
Vilaplana es un municipio y localidad española de la provincia de Tarragona, en la comunidad autónoma de Cataluña. El término municipal, ubicado en la comarca del Bajo Campo, tiene una población de 553 habitantes (INE 2024).

## Historia
Desde su creación formó parte del condado de Prades formando parte del término de Aleixar. La primera documentación escrita sobre la villa es de 1297 y se la cita con el nombre de Villam Planam. Parece ser que la repoblación fue lenta y no es hasta el siglo XIV cuando el municipio empezó a tener una cierta relevancia. En el siglo XVIII pertenecía aún a la señoría del ducado de Cardona. 
En febrero de 1714 la villa fue atacada por las tropas felipistas por haber dado cobijo a algunos seguidores del Carrasclet.
A mediados del siglo XIX, el lugar tenía contabilizadas unas 200 casas. La localidad aparece descrita en el decimosexto volumen del Diccionario geográfico-estadístico-histórico de España y sus posesiones de Ultramar de Pascual Madoz de la siguiente manera: 

VILAPLANA: l. con ayunt. en la prov. y dióc de Tarragona (4 1/2 leg.), part. jud. de Reus (2), aud. terr. y c. g. de Barcelona (20). sit. al pie de una elevada montaña, con buena ventilacion y clima templado y sano. Tiene 200 casas, y una igl. parr. (La Natividad de Ntra. Señora), de la que es aneja la de Musara, servida por un cura de primer ascenso y un beneficiado. El térm. confina con Alforja, Musara, Capafons y Aleixar. El terreno participa de monte y llano; le cruzan varios barrancos, en cuyas márg. se cultivan algunos huertos. prod.: cereales, vino, aceite, legumbres y frutas; cria ganado vacuno y cabrío: y caza de varias especies. ind.: fáb. de aguardiente y un molino de aceite. pobl. y riqueza (V. el cuadro sinóptico del part. jud.).
(Madoz, 1850, p. 75)

En 1872 los jefes carlistas se reunieron en esta población, decidiendo continuar con la guerra. En 1873 algunos liberales del pueblo se hicieron fuertes en la iglesia. Fueron atacados por guerrilleros carlistas, entre ellos Pasqual Cucala, y finalmente fusilados en Albiol.
Dentro del término municipal está situado el despoblado de La Mussara.

## Demografía
Cuenta con una población de 553 habitantes (INE 2024).
| Gráfica de evolución demográfica de Vilaplana entre 1842 y 2021 |
| |
| Población de derecho según los censos de población del INE Población de hecho según los censos de población del INEEntre el censo de 1970 y el anterior, crece el término del municipio porque incorpora a 43505 (La Musana) |

## Economía
La principal actividad económica es la agricultura, destacando los cultivos de olivos, avellanos y almendros.

## Patrimonio

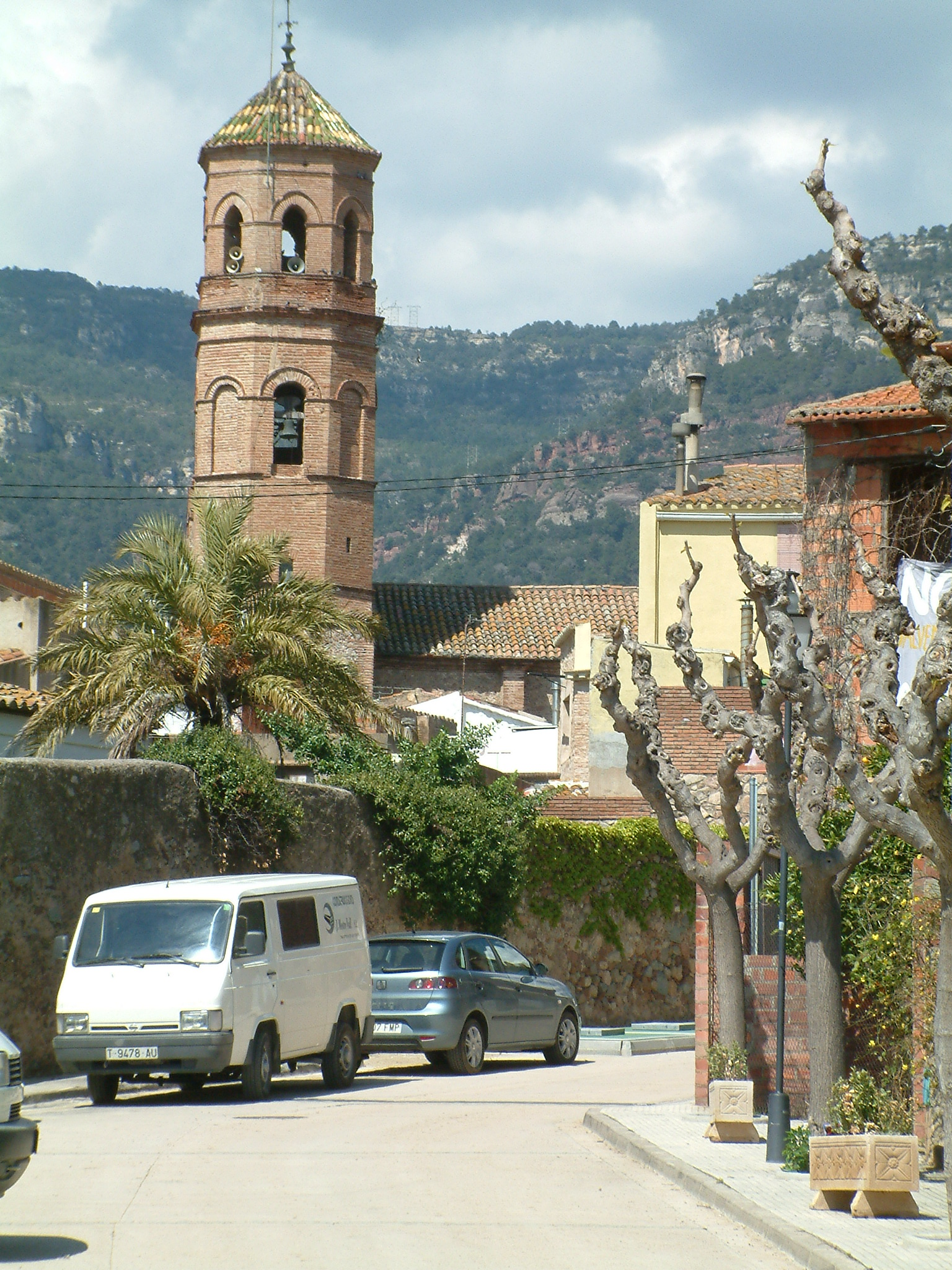
Campanario de la iglesia.

La iglesia parroquial está dedicada a la Natividad de Nuestra Señora. Se construyó entre 1736 y 1739 sobre el antiguo templo románico. Es de estilo barroco y para la decoración se utilizaron los elementos del antiguo templo, así como el altar y las campanas. El campanario se añadió en 1744. En su interior se encuentra una imagen románica de la Virgen de la Leche. Fue restaurada en 1919.
Dentro del término se han encontrado algunos restos romanos así como una importante necrópolis del neolítico. También hay pinturas rupestres.

## Fiestas
Vilaplana celebra sus fiestas en enero, coincidiendo con la festividad de San Sebastián, el 12 de octubre, y el 15 de mayo, festividad de San Isidro.
La víspera de la festividad de los Reyes Magos se celebra en Vilaplana una tradición conocida como Passar el rastre. Ese día, los niños del pueblo salen a la calle arrastrando latas y otros objetos metálicos. Según esta costumbre, los niños hacen ruido con el fin de que los reyes magos no se olviden de pasar por el pueblo y de dejar ahí sus regalos.

## Deporte
El principal deporte que se practica en Vilaplana actualmente es el fútbol sala. Consta de un equipo federado en la federación de fútbol sala de Cataluña.